# TIM-4
T buněčný imunoglobulin a mucin obsahující domény (TIMD-4 nebo také TIM-4) je protein kódovaný u člověka geny uloženými na chromozómu 5q33.2 a u myši na chromozómu 11B1.1. TIM-4 obsahuje IgV doménu s integrin-vázajícím místem a unikátním vazebným místem pro fosfatidylserin, závislým na kovovém iontu. TIM-4 také obsahuje hojně O-glykosilovanou mucinovou doménu. V porovnání s dalšími členy rodiny TIM (jako je TIM-1 nebo TIM-2) neobsahuje TIM-4 tyrosin-fosforylační motif ve svém intracelulárním ocásku.

## Exprese TIM-4 a jeho funkce
Na rozdíl od ostatních TIM, které jsou exprimovány převážně na T lymfocytech je TIM-4 exprimován především na antigen prezentujících buňkách, jako jsou dendritické buňky a makrofágy. TIM-4 slouží jako ligand pro TIM-1, ale také jako receptor pro fosfatidylserin. Jeho fosfatidylserin vazebná schopnost, ale neslouží k signalizaci nýbrž funguje spíše jako čistě vazebný receptor. Tyto schopnosti také hrají důležitou roli při odstraňování apoptotických buněk. Mimo jiné schopnost TIM-4 vázat fosfatidylserin hraje také důležitou roli při kontrole adaptivního imunitního systému, kde pomáhá s odstraňováním apoptotických T buněk exprimujících právě fosfatidylserin. To vede k regulaci antigenně specifických paměťových buněk. TIM-4 je také schopný inhibovat naivní T lymfocyty prostřednictvím vazby na jiné receptory než TIM-1, ovšem jakmile jsou T buňky aktivovány přebírá schopnosti pozitivního regulátoru a udržuje jejich aktivitu. Exprese TIM-4 na makrofázích je důležitá pro udržení jejich homeostázy.

## Role v onemocněních a možné klinické využití
Bylo dokázáno, že TIM-4 hraje roli ve vývoji Th2 odpovědi. Jako takový hraje také roli v rozvoji alergie a mohl by být v budoucnu možným terapeutickým cílem. TIM-4 byl také rozpoznán jako jeden z faktorů podílejících se na vzniku rakoviny. Například bylo dokázáno, že podporuje tvorbu nových cév a rekrutování makrofágů asociovaných s nádorem. TIM-4 také zprostředkovává autofágii v místě nádoru, čímž snižuje prezentaci antigenů a zvýšení tolerance nádoru imunitním systémem. Z tohoto důvodu se objevují studie využívající blokaci TIM-4 jako doplňkovou terapii při léčbě nádoru.